# Communauté de communes Comté de Provence
La communauté de communes Comté de Provence regroupait 12 communes du département du Var,.
En 2017, la nouvelle Communauté d'agglomération de la Provence Verte est constituée à partir des trois communauté de communes Comté de Provence,Sainte-Baume Mont-Aurélien et du Val d'Issole.

## Un EPCI récent
La communauté de communes du Comté de Provence est une collectivité territoriale située en Région Provence-Alpes Côte d'Azur, dans le département du Var, au cœur du Pays de la Provence verte. C'est un établissement public de coopération intercommunale (EPCI) crée en 2002 et regroupant les 12 communes constituant par ailleurs les cantons de Brignoles et Cotignac, ainsi qu'une commune située dans le canton de Barjols, Châteauvert.

## Composition
Les 12 communes de  la Communauté  de Communes du Comté de Provence sont :
| Nom                 | Code Insee | Gentilé         | Superficie (km2) | Population (dernière pop. légale) | Densité (hab./km2) |
| ------------------- | ---------- | --------------- | ---------------- | --------------------------------- | ------------------ |
| Brignoles (siège)   | 83023      | Brignolais      | 70,53            | 16 690 (2014)                     | 237                |
| Camps-la-Source     | 83030      | Campsois        | 22,47            | 1 829 (2014)                      | 81                 |
| Carcès              | 83032      | Carçois         | 35,76            | 3 425 (2014)                      | 96                 |
| La Celle            | 83037      | Cellois         | 21,00            | 1 408 (2014)                      | 67                 |
| Châteauvert         | 83039      | Castelverdois   | 27,52            | 142 (2014)                        | 5,2                |
| Correns             | 83045      | Corrensois      | 37,06            | 880 (2014)                        | 24                 |
| Cotignac            | 83046      | Cotignacéens    | 44,26            | 2 292 (2014)                      | 52                 |
| Entrecasteaux       | 83051      | Entrecastelains | 32,11            | 1 092 (2014)                      | 34                 |
| Montfort-sur-Argens | 83083      | Montfortais     | 11,92            | 1 297 (2014)                      | 109                |
| Tourves             | 83140      | Tourvains       | 65,62            | 4 964 (2014)                      | 76                 |
| Le Val              | 83143      | Valois          | 39,34            | 4 242 (2014)                      | 108                |
| Vins-sur-Caramy     | 83151      | Vinsois         | 16,30            | 989 (2014)                        | 61                 |

## Démographie
| 2012   | 2014   |
| ------ | ------ |
| 38 788 | 39 250 |

## Compétences
Depuis sa création en 2002 ses compétences se sont progressivement élargies ainsi que sa masse salariale.
Son but est la construction et la mise en œuvre d'un projet cohérent ayant pour objet le développement raisonné et maîtrisé de l'espace intercommunal.
La préservation de la qualité de vie sur son territoire est aussi sa priorité.
Les différents acteurs  publics et privés concernés visent au respect des identités et des spécificités de chacune des communes qui forment l'EPCI Communauté de communes du comté de Provence.
Ses compétences sont partagées entre compétences obligatoires, optionnelles  et facultatives.
Obligatoires
- En matière de développement économique
- En aménagement de l'espace communautaire

Optionnelles
- en matière de voirie
- en matière de logement social
- en matière et mise en valeur de l'environnement

Facultatives
- en matière sociale
- en matière culturelle
- en matière sportive
- en matière de la petite enfance

## Budget et fiscalité
- Total des produits de fonctionnement : 23 495 000 euros, soit 614 euros par habitant
- Total des ressources d’investissement : 16 812 000 euros, soit 439 euros par habitant
- Endettement : 650 000 euros, soit 17 euros par habitant[5].

Il s'agit d'un établissement public de coopération intercommunale à fiscalité professionnelle unique (article 1609 nonies C du CGI).